# Ecosistemi mediterranei
Gli ecosistemi mediterranei sono riconducibili ai biomi di alcune regioni della fascia temperata calda il cui clima è marcatamente condizionato dall'influenza dell'oceano. L'aspetto più rilevante di un clima di tipo mediterraneo s'identifica in un'alternanza stagionale definita congiuntamente da una distribuzione non omogenea delle precipitazioni e dall'effetto mitigante delle correnti oceaniche sul regime termico.

## Aspetti climatici e geografici

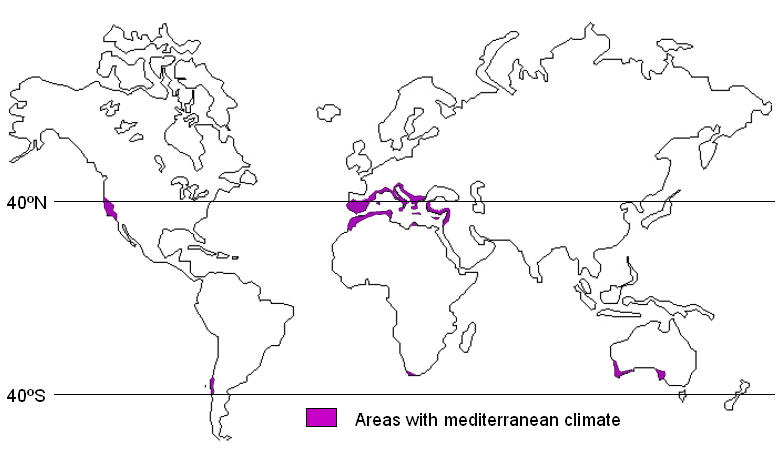
Distribuzione delle aree a clima mediterraneo

Un clima di tipo mediterraneo è caratterizzato dai seguenti elementi:
- inverno mite, con temperature minime che raramente scendono sotto gli 0 °C;
- estate calda ma non torrida, con temperature massime inferiori ai 50 °C;
- piovosità variabile da valori inferiori ai 250 ai 1300 mm annui;
- piovosità scarsa o assente per almeno 3 mesi nel corso dell'anno, in corrispondenza della stagione estiva;
- massimi di piovosità in corrispondenza dei mesi invernali.

In definitiva, un clima mediterraneo è caratterizzato da inverni miti e piovosi e da estati calde e siccitose.
Queste condizioni si riscontrano nelle aree occidentali dei continenti prossime all'oceano in corrispondenza di una fascia di circa 15º intorno al 35º parallelo. Escursioni massime si possono avere fino al 45º parallelo verso i poli e al 30º parallelo verso l'Equatore. Le aree interessate da queste condizioni sono le seguenti:
America del nord. La regione interessata è la zona costiera della California centrale e meridionale, dal 41º parallelo, poco più a nord della baia di San Francisco fino alla parte settentrionale della Baja California, in territorio messicano. La regione è delimitata a est dalla Sierra Nevada e dai deserti della California meridionale.
America del sud. La regione interessata è la parte centrale del Cile e si estende dalla valle dell'Aconcagua nella regione di Valparaíso fino alla parte settentrionale della Regione dei Laghi. La regione ha una modesta estensione in quanto è delimitata dal versante occidentale della Cordigliera delle Ande e in alcuni tratti non raggiunge i 100 km di larghezza.
Africa meridionale. La regione interessata è un sottile lembo corrispondente alla zona costiera sudoccidentale del Sudafrica nella Provincia del Capo occidentale. Questa regione climatica ha una modesta estensione in quanto le terre emerse non oltrepassano il 35º parallelo e la zona climatica è delimitata a nord-est dalla catena montuosa della Grande Scarpata.
Australia. Data la morfologia del continente australiano, sono interessate due regioni. La prima si estende dal 32º al 35º parallelo, nella parte sudoccidentale dello Stato dell'Australia Occidentale, la seconda si estende nelle aree disposte ad est della Grande Baia Australiana, nel territorio sudorientale dello Stato dell'Australia Meridionale e nella parte occidentale dello Stato di Vittoria.
Bacino del Mediterraneo. È la regione che raggiunge la maggiore estensione in termini sia di superficie sia di longitudine. L'estensione del Mar Mediterraneo da ovest ad est lungo il 35º parallelo fa sì che gran parte delle regioni che si affacciano a questo mare beneficiano di un clima che altrimenti interesserebbe solo parte delle regioni occidentali della Penisola Iberica e del Marocco. Questa regione climatica si estende su tre continenti e oltre 20 stati, comprendendo i seguenti territori:
- la parte centromeridionale della Penisola Iberica;
- le isole Canarie
- le isole Baleari
- la costa meridionale della Francia;
- la Corsica
- il litorale ligure;
- il litorale tirrenico e ionico;
- il litorale adriatico marchigiano a sud del monte Conero, il litorale abruzzese, molisano e pugliese[1];
- l'intera Italia insulare;
- l'isola di Malta
- il litorale adriatico e la parte meridionale della Penisola Balcanica;
- le Isole Ioniche;
- le isole di Creta, Cipro e le isole minori del Mar Egeo;
- gran parte della Penisola Anatolica
- la parte occidentale del Vicino Oriente, comprendente i territori della Siria, del Libano, di Israele;
- le regioni costiere del Nord Africa, comprendenti la Cirenaica e la fascia che si estende dal Golfo della Sirte alle regioni atlantiche del Marocco.

Gli ecosistemi mediterranei sono in generale caratterizzati da un'estensione limitata in profondità in quanto ad una certa distanza dalla costa l'influenza mitigatrice dell'oceano o del mare si affievolisce e il clima diventa prettamente continentale. Questa peculiarità è accentuata dall'orografia del territorio, in quanto a distanze relativamente brevi dalla costa le regioni sono delimitate ad est o a nord-est da una catena montuosa di oltre 2000 metri d'altitudine: la Cordigliera delle Ande in Cile, la Sierra Nevada in California, la Grande Scarpata in Sudafrica, le Alpi Australiane in Australia. Per quanto riguarda il bacino del Mediterraneo, l'orografia e la morfologia del territorio è alquanto complessa, tuttavia si riscontra anche in questo caso la presenza di barriere montuose, rappresentate dai Pirenei, dalle Alpi liguri e dalle Alpi marittime, dall'Appennino, dalle catene montuose dei Balcani, dell'Anatolia, del Vicino Oriente.

## Rapporti con gli altri biomi
Gli ecosistemi mediterranei hanno in comune anche i rapporti di confine con altri biomi terrestri, in relazione alla latitudine e all'orografia.
In prossimità della costa, oltre il 40º parallelo, la piovosità aumenta notevolmente, raggiungendo i valori più alti nell'ambito delle regioni temperate. Il bioma mediterraneo cede il passo alla Foresta pluviale temperata, un altro bioma terrestre che ha un'estensione limitata nel pianeta: la costa del Pacifico del Canada e del nordovest degli USA nel Nordamerica, le coste atlantiche del nord della Penisola Iberica, la Regione di Los Lagos del Cile, il versante nordorientale delle Alpi Neozelandesi. Questo bioma manca nel Sudafrica in quanto a questa latitudine non ci sono terre emerse.
Oltre il 30º-32º parallelo, sia pure con una certa gradualità, il bioma mediterraneo cede il passo ai Deserti tropicali: il Deserto di Sonora nel Nordamerica, il Sahara e il Deserto arabico nell'Eurasia, il Deserto di Atacama nel Cile, il Kalahari nell'Africa meridionale, il Gran Deserto Victoria in Australia.
Procedendo verso est o nordest i biomi confinanti sono determinati dall'orografia. In presenza di catene montuose gli ecosistemi mediterranei gradano verso i biomi delle regioni montane cedendo il passo al Castanetum continentale, ovvero la foresta di latifoglie a foglia caduca. In assenza di catene montuose cede il passo al deserto delle regioni temperate, 
con la presenza intermedia, più o meno marcata, della prateria. Questo si riscontra solo nell'emisfero boreale, con i deserti della California e dell'Arizona in America e le aree semidesertiche del Kurdistan e della Siria.
Una particolare situazione si verifica in diverse regioni del bacino del Mediterraneo: quando si raggiungono i 1000-1300 metri d'altitudine e a breve distanza dal mare, il clima è più rigido e più piovoso nei mesi più freddi, tuttavia non può ancora definirsi continentale in quanto la vicinanza del mare fa sentire ancora i suoi effetti. Negli ambienti collinari s'insediano associazioni vegetali che presentano analogie sia con la vegetazione tipicamente mediterranea sia con la vegetazione tipica del Castanetum distinguendosi da quest'ultimo proprio per gli adattamenti di molte specie al clima mediterraneo. Questa situazione si riscontra in particolare nelle grandi isole del Mediterraneo, quando l'altitudine non è sufficiente a far scomparire del tutto il clima mediterraneo. Per le loro prerogative le associazioni vegetali montane di queste aree vanno pertanto considerate mediterranee a tutti gli effetti. La massima espressione di questa peculiarità si riscontra in Sardegna, dove i rilievi montuosi non raggiungono i 2000 metri.

## Adattamenti dei vegetali negli ambienti mediterranei
In ogni bioma terrestre, raggiunto lo stadio di massimo equilibrio (climax), s'insedia una biocenosi in grado di sfruttare ed esaurire al suo interno il flusso di energia proveniente dalla radiazione solare. Pur non raggiungendo i livelli delle regioni tropicali, la radiazione solare e la temperatura non rappresentano fattori limitanti, pertanto la vegetazione degli ecosistemi mediterranei è in generale composta da specie in grado di sfruttare le forti illuminazioni e di adattarsi alle alte temperature estive, mentre sono assenti o poco significativi gli adattamenti alle basse temperature. L'esistenza di un periodo di siccità più o meno lungo che si alterna ad una stagione relativamente piovosa, con apporti idrici anche consistenti, è il secondo elemento che caratterizza la vegetazione degli ambienti mediterranei: un numero elevato di specie presenta adattamenti fisiologici o anatomici che consentono il superamento di periodi di siccità o aridità relativamente lunghi.

### Adattamenti alle condizioni d'umidità

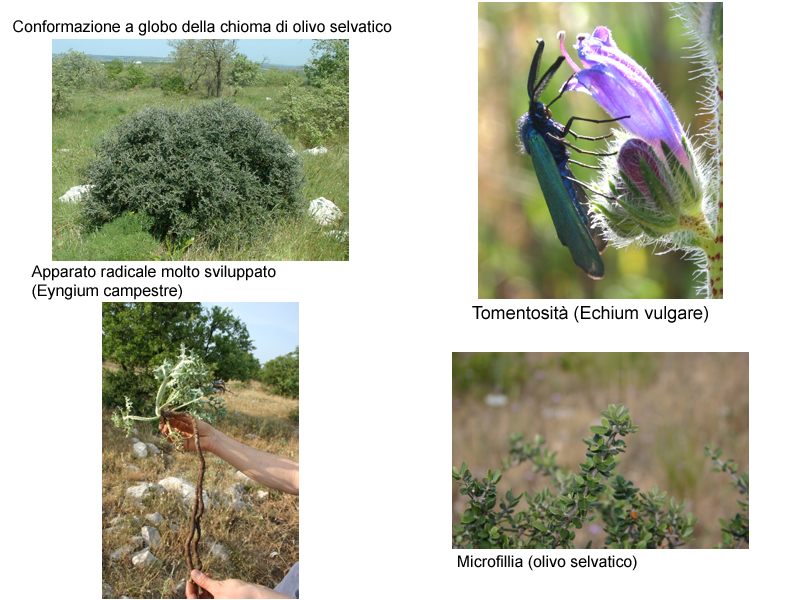
Adattamenti xerofitici di alcune piante della flora dell'Alta Murgia (Puglia)

L'esistenza di periodi di siccità più o meno lunghi fa sì che molte specie si proteggano dall'eccessiva perdita d'acqua dai tessuti. Tali piante, dette xerofite hanno in generale limitate esigenze idriche. Gli adattamenti xerofitici più rilevanti sono i seguenti:
- sviluppo ridotto della chioma in vari aspetti (foglie piccole e meno numerose, portamento arbustivo, internodi corti, ecc.);
- foglie di consistenza coriacea per l'ispessimento della cuticola;
- presenza più o meno marcata di spine e peli;
- capacità di chiusura degli stomi fogliari in condizioni di stress idrico;
- capacità di entrare in riposo vegetativo nella stagione secca.

Negli ecosistemi mediterranei prevalgono le specie xerofite e quelle mesofite, queste ultime senza particolari esigenze e adattamenti. L'incidenza delle une o delle altre nella composizione floristica dipende dal microclima: nelle stazioni più aride prevalgono nettamente le xerofite, in quelle più fresche e piovose le mesofite. Le piante mesofite possono avere comportamenti xerofitici nelle regioni più secche: ad esempio, il leccio, specie tipicamente arborea, ha un portamento arbustivo nelle stazioni più asciutte.
Non mancano gli adattamenti a particolari condizioni ambientali che si verificano negli ecosistemi minori: in alcune stazioni compaiono anche le piante tropofite, particolarmente adattate a sopportare l'alternanza fra periodi di ristagno idrico e periodi di siccità, o le piante igrofite, presenti soprattutto lungo i corsi d'acqua.

### Adattamenti al regime termico
Gli inverni miti alternati alle estati calde, fa sì che molte specie si proteggano prevalentemente dall'azione delle alte temperature. Tali piante, dette termofile hanno una limitata resistenza al freddo ma sono in grado di resistere alle alte temperature estive con adattamenti fisiologici o anatomici. I più significativi sono i seguenti:
- habitus sempreverde, in grado di permettere un'intensa attività vegetativa nei periodi ottimali (primavera e autunno) e spesso anche in inverno. Queste piante, chiamate sclerofille hanno foglie persistenti per circa 3 anni e soggette ad un ricambio graduale;
- ispessimento dei tessuti di rivestimento sia del fusto (sughero) sia delle foglie (cuticola);
- riduzione della lunghezza degli internodi con conseguente formazione di chiome compatte in grado di proteggere le ramificazioni primarie con l'ombreggiamento.

Negli ecosistemi mediterranei prevalgono le specie termofile e quelle mesofile. L'incidenza delle une o delle altre nella composizione floristica dipende per lo più dall'altitudine e in misura minore dalla latitudine: fra il 35º e il 40º parallelo, fino a 900 metri prevalgono le specie termofile, pertanto la vegetazione è tipicamente rappresentata da essenze sempreverdi, mentre oltre questa quota diventano predominanti le essenze a foglia caduca. In ogni modo ci possono essere marcate differenziazioni regionali in base ad altri fattori ambientali (continentalità, venti dominanti, piovosità, ecc.).

### Adattamenti all'illuminazione
La fascia mediterranea rientra a tutti gli effetti nella zona temperata pertanto esiste una marcata differenza dell'incidenza dei raggi solari fra l'inverno e l'estate. Facendo riferimento alle latitudini della Sardegna meridionale (39° Nord), l'inclinazione dei raggi solari a mezzogiorno varia da un minimo di circa 27º (solstizio d'inverno) ad un massimo di circa 74º (solstizio d'estate), con un valore intermedio di 50º in corrispondenza degli equinozi. In definitiva l'incidenza dei raggi solari è abbastanza elevata dalla primavera all'inizio dell'autunno, in coincidenza con un periodo in cui il cielo è generalmente sereno. La vegetazione degli ambienti mediterranei si trova pertanto in condizioni di forte illuminazione per buona parte dell'anno.
Questo aspetto diventa più marcato negli ambienti collinari con suoli in pendenza esposti a Sud, nell'emisfero boreale, o a Nord in quello australe. Inoltre può esserci una significativa influenza, nel determinare le condizioni di illuminazione, da parte dell'albedo, abbastanza elevato nei suoli pietrosi o con roccia affiorante derivati da specifiche formazioni geologiche (suoli a matrice granitica o su rocce calcaree compatte).
In relazione alle condizioni d'illuminazione le piante si distinguono in eliofile e sciafile. Le prime sono particolarmente esigenti in fatto d'illuminazione e tollerano poco l'ombreggiamento. Le altre sono invece adattate a intensità luminose basse. Negli ambienti mediterranei prevalgono le specie eliofile, tuttavia non mancano, fra le specie erbacee e quelle fruticose, le piante sciafile. In alcuni ecosistemi, in particolare la lecceta, il grado di copertura della vegetazione arborea è elevato pertanto il sottobosco si trova in condizioni di scarsa illuminazione per tutto l'anno. Queste nicchie ecologiche possono pertanto essere occupate solo da specie sciafile.

## Fitocenosi degli ambienti mediterranei
Con il termine di fitocenosi o associazione vegetale si fa riferimento alla componente vegetale della biocenosi di un ecosistema. L'esame delle fitocenosi è fondamentale per la caratterizzazione di un determinato ambiente, per studiarne la dinamica, per valutarne le potenzialità di evoluzione o la necessità di salvaguardia.
Data la notevole variabilità di alcuni fattori climatici e, in secondo luogo, dei fattori geomorfologici, per le aree mediterranee non si può fare riferimento ad un unico ecosistema o bioma rappresentativo come avviene invece in altre aree del pianeta. Il bioma mediterraneo pertanto va inteso come insieme di ecosistemi che s'insediano in particolari condizioni ambientali nell'ambito di un contesto più ampio.
Lo schema più rappresentativo mette in relazione la fitocenosi mediterranea con l'altitudine e il grado di continentalità del clima. In generale gli ecosistemi mediterranei s'inseriscono nella zona fitoclimatica del Lauretum (in Italia dal livello del mare fino ai 400-800 metri secondo la regione), nella sottozona calda del Castanetum (in Italia si estende dai 300-600 metri fino ai 600-800 metri secondo la regione) e più raramente nella sottozona fredda (in Italia si estende dai 700-900 metri fino ai 1200-1500 metri secondo la regione). Oltre queste altitudini non si può più parlare di ecosistema mediterraneo in quanto la vegetazione assume i connotati veri e propri delle fitocenosi continentali del piano montano e di quello culminale. Secondo un ordine di altitudine crescente le fitocenosi mediterranee allo stadio di climax possono essere così classificate:
1. Fitocenosi delle zone costiere. Assumono connotati estremamente variabili secondo le caratteristiche dell'ambiente fisico. Si tratta di associazioni vegetali che hanno una modesta estensione ma sono di grande importanza naturalistica e locale. Prendono il nome da un fattore ambientale che contraddistingue l'ambiente fisico. Le più importanti sono le Fitocenosi psammofile, che s'insediano sui litorali e sulle dune sabbiose, le Fitocenosi degli stagni costieri, che s'insediano in lagune e stagni adiacenti al mare, le Fitocenosi delle coste alte, che s'insediano su scogli e formazioni rocciose che cadono a strapiombo sul mare.
2. Oleo-ceratonion. Occupa le zone più calde e asciutte del Lauretum, caratterizzate da bassa piovosità, periodi di siccità prolungati, temperature particolarmente alte nel periodo estivo. La composizione floristica vede una netta prevalenza di specie xerofite e termofile. Le specie legnose hanno portamento cespuglioso o arbustivo e chioma sempreverde.
3. Macchia mediterranea. Occupa le zone più fresche del Lauretum, caratterizzate da una discreta piovosità annua ma con periodi di siccità abbastanza prolungati. La composizione floristica vede una prevalenza di specie termofile e una minore incidenza delle xerofite. Le specie legnose hanno chioma sempreverde e portamento prevalentemente arbustivo e arboreo, con vegetazione che si sviluppa su tre strati.
4. Foresta mediterranea sempreverde. Occupa la stessa zona della Macchia mediterranea ma in condizioni ambientali più favorevoli. La composizione floristica vede la netta prevalenza di specie termofile a portamento arboreo colonnare, con netta prevalenza del leccio. La vegetazione arbustiva ed erbacea del sottobosco è molto povera ed è limitata a specie prettamente sciafile.
5. Foresta mediterranea decidua. Occupa la zona del Castanetum con clima tipicamente mediterraneo ma con caratteri di continentalità. La piovosità annua è rilevante (dagli 800 ai 1200 mm) distribuita in modo abbastanza omogeneo dall'autunno alla primavera ma con concentrazione nei mesi invernali e un breve periodo di siccità culminante con l'estate. Le temperature invernali condizionano il tipo di formazione boschiva. Nelle stazioni più calde, corrispondenti alla sottozona calda del Castanetum, prevale il bosco misto a leccio e roverella con una marcata consistenza delle specie termofile e termomesofile. Nelle stazioni più fredde, corrispondenti alla sottozona fredda del Castanetum, prevalgono le latifoglie eliofile e mesofile con netta prevalenza della roverella.

Allo schema principale si aggiungono le formazioni secondarie, cioè derivate dalle fitocenosi primarie o climax. Si tratta di associazioni in uno stadio dinamico di degradazione o di evoluzione verso le formazioni climaciche vere e proprie. Si tratta della prateria mediterranea o steppa, della gariga costiera, della macchia secondaria, che può assumere fisionomie eterogenee secondo le specie prevalenti. La prateria e la gariga rappresentano gli stadi finali della degradazione che sono da preludio alla desertificazione in ambiente mediterraneo. La macchia secondaria rappresenta uno stadio involutivo che tuttavia può consentire un recupero con conseguente evoluzione verso l'Oleo-ceratonion, la Macchia mediterranea nella sua forma più evoluta, la Foresta mediterranea, in subordine alle condizioni di partenza e alle condizioni dell'ambiente fisico.

## Biodiversità
L'estensione delle aree mediterranee incide per una quota minima sul complesso delle terre emerse, tuttavia questi ambienti ospitano circa il 20% delle specie del pianeta. Gli ecosistemi mediterranei sono pertanto di grande interesse naturalistico anche sotto l'aspetto della biodiversità in quanto comprendono un numero elevato di specie presenti solo in questi ambienti, spesso di difficile introduzione in regioni climatiche differenti.
Di particolare interesse sono gli endemismi. Molte specie sono endemiche essendo presenti in 
un areale ristretto all'interno di una delle regioni a clima mediterraneo. Per quanto riguarda la regione mediterranea del continente euroasiatico, il più alto numero di endemismi si rileva nelle isole, in particolare le Canarie, le Baleari, alcune isole dell'Arcipelago Toscano (in particolare Capraia), Pantelleria e, soprattutto, la Sardegna e la Corsica. Il motivo risiede nell'isolamento geografico di queste isole, con particolare riferimento alla Sardegna e la Corsica. Queste due isole sono di antichissima formazione: il blocco sardo-corso fino all'Era Terziaria era attaccato al margine meridionale del continente europeo, in corrispondenza di quelle che attualmente sono la Francia e la Spagna, orientato da Nord-Est a Sud-Ovest. Nel corso dell'Oligocene il blocco si è staccato dal continente e ha subito un movimento di rotazione e traslazione portandosi al centro del Mediterraneo occidentale con l'attuale orientamento da Nord a Sud. Sardegna e Corsica sono pertanto rimaste isolate per oltre 30 milioni di anni facendo in modo che la storia evolutiva della loro flora sia proceduta in modo parallelo e indipendente da quella del continente e delle isole di più recente formazione. Nel complesso insulare sardo-corso si rileva la presenza sia di paleo endemismi, originatisi prima del distacco dal blocco continentale, sia di neo endemismi, originatisi dopo il distacco.

## Insediamenti antropici e attività economiche
La breve distanza dal mare, la latitudine intermedia e l'altitudine contenuta entro i 900-1000 metri sono elementi geografici favorevoli agli insediamenti umani. Le regioni a clima mediterraneo sono interessate da una forte urbanizzazione: basti citare San Francisco e Los Angeles per il Nord America, Santiago del Cile per il Sudamerica, Città del Capo per il Sudafrica, Perth e Adelaide per l'Australia. Nel Vecchio Continente si possono citare come esempio le diverse capitali e metropoli costiere del bacino del Mediterraneo e della contigua costa atlantica che superano il milione di abitanti: Lisbona, Barcellona, Roma, Napoli, Atene, Istanbul, Casablanca, Algeri, Alessandria d'Egitto.
All'urbanizzazione si sono affiancate inevitabilmente le attività produttive in tutti i settori. Per le peculiarità del clima, gli ambienti mediterranei sono quelli maggiormente vocati per l'esercizio intensivo della frutticoltura e dell'orticoltura. California, Cile, Sudafrica, Australia e i Paesi mediterranei rientrano fra i principali produttori di un numero consistente di prodotti orticoli e frutticoli. Si deve inoltre precisare che, tranne rare eccezioni, l'olivo può essere coltivato esclusivamente in questi ambienti e che la vite espleta la sua massima potenzialità produttiva in termini di qualità. La presenza di insenature naturali ha permesso la nascita e l'ampliamento di grandi porti che hanno dato vita al fiorire di attività commerciali e industriali, procedendo parallelamente all'urbanizzazione e all'espansione di altre grandi vie di comunicazione. Infine, la vicinanza della costa e l'esistenza di una stagione calda e asciutta sono stati i presupposti per la crescita del turismo balneare.

## Degrado ambientale
Per i motivi sopra esposti, gli ecosistemi mediterranei sono stati da lungo tempo interessati da fenomeni di degrado a causa della pressione antropica anche in territori dove l'urbanizzazione e l'industrializzazione hanno avuto un modesto impulso. In vaste aree delle regioni interessate, le fitocenosi primarie o secondarie sono del tutto scomparse per lasciare spazio a insediamenti urbani, coltivazioni, attività industriali e infrastrutture. In altre aree le fitocenosi primarie sono state sostituite da associazioni secondarie più o meno degradate a causa della selezione operata da uno sfruttamento differenziato (taglio del legno, pascolamento, estrazione del sughero). In altre aree, infine le fitocenosi primarie hanno subito un processo di naturale degrado a causa di modifiche del biotopo provocate indirettamente dall'uomo (inquinamento, erosione, incendio, alterazioni climatiche dovute all'effetto serra).
Attualmente gli ecosistemi mediterranei sono ridotti a formazioni che si estendono a mosaico in aree di modesta estensione, presentando quasi sempre un carattere di secondarietà. Le fitocenosi primarie vere e proprie sono ridotte ormai allo stadio di relitto in aree marginali e impervie, sfavorevoli a penetrazioni antropiche significative.
Il degrado degli ecosistemi mediterranei si manifesta sotto molteplici aspetti.

### Sottrazione di aree
È l'aspetto più evidente, quello che decreta la scomparsa pressoché totale della fitocenosi, sia primaria sia secondaria. Nella maggior parte dei casi la scomparsa è causata dall'antropizzazione che sottrae direttamente le aree alla vegetazione spontanea lasciandola agli insediamenti e all'esercizio di attività produttive.

### Alterazione della composizione floristica
È l'aspetto meno evidente ma uno di quelli potenzialmente più pericolosi perché interessa direttamente i residui delle associazioni vegetali. L'alterazione può essere causata da diversi fattori:
- Introduzione di specie esotiche invadenti. È essenzialmente causata dall'attività agricola: l'impiego di sementi o mangimi provenienti da altre regioni provoca l'introduzione di specie vegetali che hanno un potenziale biologico elevato. Col passare degli anni queste specie si diffondono dalle aree coltivate a quelle occupate dalla vegetazione spontanea diventando competitive con piante che occupano la stessa nicchia ecologica.
- Sfruttamento differenziato delle essenze. Alcune essenze floristiche possono interessare maggiormente l'uomo per determinati scopi perciò sono soggette ad uno sfruttamento più intenso che, se protratto in modo irrazionale, ne determina un indebolimento del potenziale riproduttivo a favore di quelle prive d'interesse. A questo caso possono essere ricondotti gli impatti causati dall'uso della macchia per il pascolamento del bestiame e per ricavare legna da ardere.
- Selezione diretta da parte dell'uomo. Alcune essenze possono essere favorite da una selezione operata dall'uomo perché soddisfano specifici interessi. Un esempio eclatante è la diffusione della sughera in Sardegna, introdotta artificialmente.[senza fonte] questa essenza è stata privilegiata a scapito del leccio perché da un lato è utilizzata per l'estrazione del sughero e da un altro la sughereta, contrariamente alla lecceta, è una formazione boschiva aperta che lascia spazio ad un sottobosco da sfruttare con il pascolamento del bestiame.
- Incendio. Contrariamente a quanto avviene nella boscaglia tropicale e nella savana, nelle aree mediterranee l'autocombustione è un fenomeno raro pertanto l'incendio è quasi sempre di origine antropica. L'incendio ha effetti drastici sulla composizione floristica determinando una vera e propria selezione della vegetazione che s'insedia secondariamente e l'involuzione di una fitocenosi verso uno stadio più degradato e povero di specie. Casi tipici dell'azione selettiva dell'incendio si riscontrano ad esempio nella progressiva sostituzione del leccio e della roverella da parte della sughera, in grado di sopravvivere al passaggio del fuoco, e della rapida diffusione del cisto e delle ginestre per la loro capacità di ripopolare aree percorse da incendi. Un caso particolare è l'uso dell'incendio come metodo tradizionale di miglioramento dei pascoli, in quanto per alcuni anni la vegetazione erbacea si arricchisce come percentuale di copertura di Leguminose annuali a scapito delle Graminacee.

### Riduzione della biodiversità
È in genere una conseguenza inevitabile del degrado di un qualsiasi ecosistema allo stadio di climax: l'alterazione degli equilibri ha un impatto negativo sulle specie con il minor potenziale riproduttivo determinandone la scomparsa. La riduzione della biodiversità è un danno inestimabile per diversi motivi.
- Riduce la capacità di reazione omeostatica dell'ecosistema, basata sugli equilibri interni determinati dalla complessità della biocenosi. In questo modo l'ecosistema sarà più vulnerabile ai fattori di alterazione, in altri termini è esposto a processi di degrado più spinti.
- Riduce il potenziale genetico delle singole specie. La presenza di una determinata specie in un territorio è spesso legata ad ecotipi specifici che contengono geni non presenti nelle popolazioni della stessa specie presenti in altri territori. Questo è un aspetto gravissimo perché riduce la variabilità genetica interferendo con il lento processo di evoluzione.
- Riduce la potenzialità di evoluzione di un ecosistema verso uno stadio climacico elevato. Ad esempio, il degrado della macchia alta verso forme di macchia bassa riduce la possibilità di un'evoluzione verso la foresta.
- Decreta l'estinzione di specie da un territorio più o meno vasto. Il fenomeno è ancora più grave quando si tratta di specie endemiche ad areale fortemente circoscritto.

## Tutela degli ecosistemi mediterranei
La particolare esposizione degli ecosistemi mediterranei e lo stato generale di degrado a causa della pressione antropica impone l'adozione di piani di salvaguardia che hanno lo scopo di mantenere o migliorare lo stato di conservazione degli ecosistemi ancora esistenti, impedire l'ulteriore involuzione di ecosistemi fortemente degradati in modo da rallentare la desertificazione, proteggere determinate specie dall'estinzione. La tutela si attua con differenti misure.

### Istituzione di aree protette
Le aree protette (parchi naturali, riserve, riserve integrali, ecc.) sono sottoposte a vincoli che ne limitano ad un grado più o meno spinto la possibilità d'insediamento antropico e di esercizio di attività produttive.
Il raggiungimento degli obiettivi è condizionato da molteplici fattori, ma in particolare dipende dagli interessi economici esistenti sul territorio, dalla condivisione degli obiettivi con la popolazione insediata, dalla razionalità dei regolamenti applicati. L'imposizione di vincoli rigidi può essere osteggiata dalla popolazione in quanto può compromettere lo sviluppo di determinate attività economiche. D'altra parte il mantenimento di determinati ecosistemi è garantito solo con l'istituzione di un'area sottoposta a forti vincoli. L'efficacia di un'azione è determinata anche dalla razionalità dei vincoli: l'istituzione di una riserva integrale può portare nel tempo a processi di degrado se esiste già una forma di alterazione degli equilibri e non s'interviene con misure correttive. Ad esempio, l'istituzione della riserva integrale nell'Isola di Montecristo ha fatto in modo che la popolazione di capre selvatiche crescesse in modo indisturbato fino ad alterare sia la composizione floristica della macchia sia il grado di copertura.

### Ripopolamento
La reintroduzione o il ripopolamento di una specie in un territorio è per lo più adottato per la fauna. Si tratta di una misura delicata perché l'impatto può essere notevole. In generale è di difficile attuazione quando la specie interessata è un predatore ai vertici della catena alimentare in quanto si tratta di specie con un basso potenziale biologico e la capacità di sopravvivenza in un territorio è correlata al grado di complessità della piramide ecologica. L'introduzione o il ripopolamento di specie che rientrano fra i consumatori primari, come ad esempio i Cervidi o altri erbivori, può avere impatti negativi sulla fitocenosi.

### Protezione di singole specie
Si tratta di provvedimenti di tutela che interessano singole specie. La protezione può avere differenti obiettivi: proteggere una specie dall'estinzione o compensarne il basso potenziale riproduttivo. In altri casi la protezione è adottata perché la specie è un elemento indispensabile per attivare processi evolutivi.
La protezione può attuarsi con disposizioni che viggono in modo permanente, transitorio o periodico.

### Regolamentazione dello sfruttamento di risorse naturali
Si tratta di provvedimenti di facile attuazione e che possono rivelarsi efficaci nel conservare un certo grado di biodiversità se condivisi dalla popolazione. Esempi di queste misure sono la regolamentazione della raccolta dei funghi, frutti e fiori, del taglio del legname, il divieto di raccolta in determinate fasi fenologiche, ecc.

### Promozione di attività economiche a basso impatto
È una misura che può rivelarsi efficace se condotta parallelamente all'istituzione di aree protette e se l'attività ne condivide gli obiettivi. Un esempio è la promozione di attività basate sul turismo alternativo come ad esempio l'agriturismo. In questo modo si legano gli interessi economici di una parte della popolazione alla conservazione di un ecosistema aumentando la probabilità di successo della misura.

## Ecoregioni
Nel bioma che raggruppa tutti gli ecosistemi di tipo mediterraneo del mondo, il WWF ha identificato le ecoregioni indicate nel seguito. Di queste, tutte quelle appartenenti alla ecozona paleartica, costituiscono l'ecoregione globale denominata formazioni forestali mediterranee, che fa parte, come Ecoregione numero 123, della lista Global 200 di ecoregioni prioritarie per la conservazione.
| Ecozona       | Ecoregione                                                               | Codice WWF | Paesi                                                                        |
| ------------- | ------------------------------------------------------------------------ | ---------- | ---------------------------------------------------------------------------- |
| Afrotropicale | Macchia di Albany                                                        | AT1201     | Sudafrica                                                                    |
| Afrotropicale | Fynbos e renosterveld di pianura                                         | AT1202     | Sudafrica                                                                    |
| Afrotropicale | Fynbos e renosterveld di montagna                                        | AT1203     | Sudafrica                                                                    |
| Australasiana | Boschi di Coolgardie                                                     | AA1201     | Australia                                                                    |
| Australasiana | Mallee di Esperance                                                      | AA1202     | Australia                                                                    |
| Australasiana | Mallee di Eyre e York                                                    | AA1203     | Australia                                                                    |
| Australasiana | Foresta e arbusteto di Jarrah-Karri                                      | AA1204     | Australia                                                                    |
| Australasiana | Lande di Kwongan                                                         | AA1205     | Australia                                                                    |
| Australasiana | Boschi del monte Lofty                                                   | AA1206     | Australia                                                                    |
| Australasiana | Boschi e mallee di Murray-Darling                                        | AA1207     | Australia                                                                    |
| Australasiana | Boschi di Naracoorte                                                     | AA1208     | Australia                                                                    |
| Australasiana | Savana dell'Australia sud-occidentale                                    | AA1209     | Australia                                                                    |
| Australasiana | Boschi dell'Australia sud-occidentale                                    | AA1210     | Australia                                                                    |
| Neartica      | Chaparral e arbusti di ''Salvia'' della costa della California           | NA1201     | Messico, Stati Uniti d'America                                               |
| Neartica      | Chaparral e boschi dell'interno della California                         | NA1202     | Stati Uniti d'America                                                        |
| Neartica      | Chaparral montano e boschi della California                              | NA1203     | Stati Uniti d'America                                                        |
| Neotropicale  | Matorral cileno                                                          | NT1201     | Cile                                                                         |
| Paleartica    | Foreste sclerofille e miste dell'Egeo e della Turchia occidentale        | PA1201     | Albania, Bulgaria, Grecia, Macedonia del Nord, Turchia                       |
| Paleartica    | Foreste miste di conifere e decidue dell'Anatolia                        | PA1202     | Turchia                                                                      |
| Paleartica    | Foreste e boschi secchi delle isole Canarie                              | PA1203     | Spagna (Isole Canarie)                                                       |
| Paleartica    | Foreste montane miste e di latifoglie della Corsica                      | PA1204     | Francia (Corsica)                                                            |
| Paleartica    | Foresta mediterranea di Creta                                            | PA1205     | Grecia (Creta)                                                               |
| Paleartica    | Foresta mediterranea di Cipro                                            | PA1206     | Cipro                                                                        |
| Paleartica    | Foreste di conifere, sclerofille e latifoglie del Mediterraneo orientale | PA1207     | Giordania, Iraq, Israele, Libano, Siria, Turchia                             |
| Paleartica    | Foreste di conifere iberiche                                             | PA1208     | Spagna                                                                       |
| Paleartica    | Foreste decidue e sclerofille iberiche                                   | PA1209     | Portogallo, Spagna                                                           |
| Paleartica    | Foreste decidue illiriche                                                | PA1210     | Albania, Bosnia ed Erzegovina, Croazia, Grecia, Italia, Montenegro, Slovenia |
| Paleartica    | Foreste di sclerofille e semidecidue dell'Italia                         | PA1211     | Francia, Italia                                                              |
| Paleartica    | Boschi secchi mediterranei di Acacia-Argania e macchie di succulente     | PA1212     | Marocco, Spagna                                                              |
| Paleartica    | Steppa arbustiva mediterranea                                            | PA1213     | Algeria, Egitto, Libia, Marocco, Tunisia                                     |
| Paleartica    | Boschi e foreste mediterranei                                            | PA1214     | Algeria, Libia, Marocco, Tunisia                                             |
| Paleartica    | Foreste mediterranee della Spagna nord-orientale e Francia meridionale   | PA1215     | Francia, Italia, Spagna                                                      |
| Paleartica    | Foreste montane della penisola iberica nord-occidentale                  | PA1216     | Portogallo, Spagna                                                           |
| Paleartica    | Foreste miste del Pindo                                                  | PA1217     | Albania, Grecia, Macedonia del Nord, Serbia                                  |
| Paleartica    | Foreste montane miste dell'Appennino meridionale                         | PA1218     | Italia                                                                       |
| Paleartica    | Boschi e arbusteti iberici sud-orientali                                 | PA1219     | Spagna                                                                       |
| Paleartica    | Foreste di conifere e decidue dell'Anatolia meridionale                  | PA1220     | Israele, Libano, Siria, Turchia                                              |
| Paleartica    | Foreste sclerofille e miste iberiche sud-occidentali                     | PA1221     | Portogallo, Spagna                                                           |
| Paleartica    | Foreste sclerofille e miste tirreno-adriatiche                           | PA1222     | Francia, Italia                                                              |